# 蒙德拉瓦勒
蒙德拉瓦勒（法語：Mont-de-Laval，法語發音：[mɔ̃ də laval]）是法国杜省的一个市镇，属于蓬塔利耶区。

## 地理
蒙德拉瓦勒（47°10'10"N, 6°37'41"E）面积8.44 平方千米，位于法国勃艮第-弗朗什-孔泰大區杜省，该省份为法国东部内陆省份，北起上索恩省，西接汝拉省，东部及东南部与瑞士接壤，东北部与贝尔福地区省接壤。
与蒙德拉瓦勒接壤的市镇（或旧市镇、城区）包括：普兰布瓦-迪米鲁瓦尔、蒙贝利亚尔多、勒吕耶、拉瓦勒勒普里约雷、孔索拉雄迈索内特、吉扬韦讷、拉博斯、勒比佐。

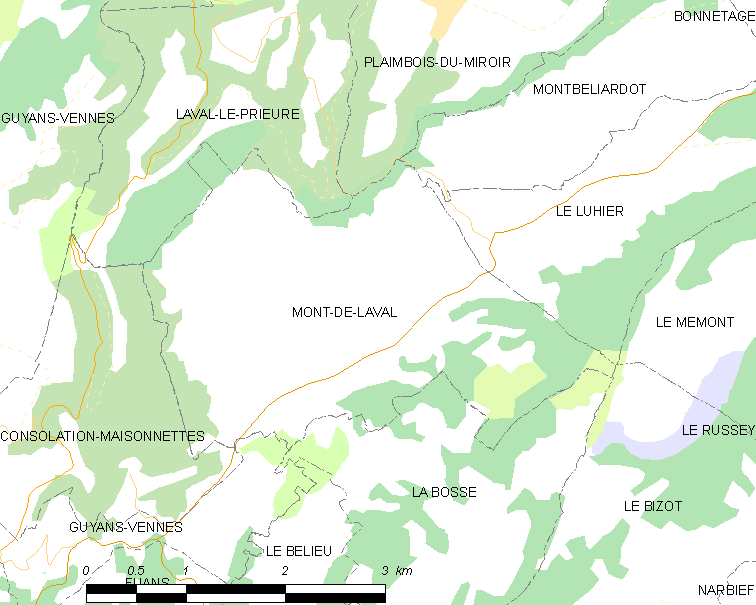
蒙德拉瓦勒的OSM定位图

蒙德拉瓦勒的时区为UTC+01:00、UTC+02:00（夏令时）。

## 行政
蒙德拉瓦勒的邮政编码为25210，INSEE市镇编码为25391。

## 政治
蒙德拉瓦勒所属的省级选区为莫尔托县。

## 人口

1962-2008年间蒙德拉瓦勒人口变化图示

蒙德拉瓦勒于2022年1月1日时的人口数量为190人。